# 天市左垣

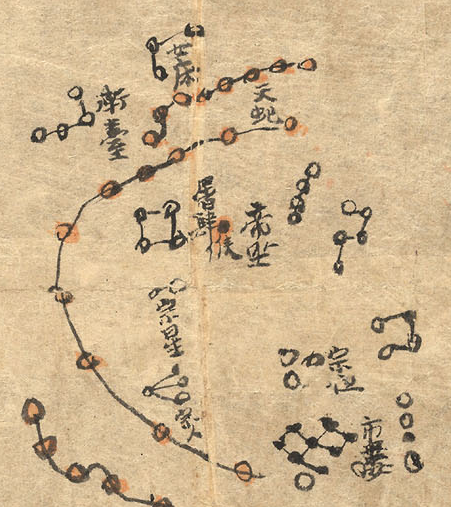
敦煌星图（S.3326）上所绘的天市左垣

天市左垣是中国古代星官名，属三垣之中的天市垣，意为“天市垣的左城墙”，天市左垣共由十一星组成，每颗星都由诸侯国或王国命名，在现在通用的88星座中分别属于武仙座、天鹰座、巨蛇座和蛇夫座。

## 天市左垣十一星

《古今圖書集成》中的“宦者四星圖”，图中左下环状者即天市左垣

- 天市左垣一，又名魏，武仙座δ，视星等3.14
- 天市左垣二，又名趙，武仙座λ，视星等4.41
- 天市左垣三，又名九河，武仙座μ，视星等3.42
- 天市左垣四，又名中山，武仙座ο，视星等3.83
- 天市左垣五，又名齊，武仙座112，视星等5.45
- 天市左垣六，又名吳越，天鹰座ζ，视星等2.99
- 天市左垣七，又名徐，巨蛇座θ，视星等4.06
- 天市左垣八，又名東海，巨蛇座η，视星等3.26
- 天市左垣九，又名燕，蛇夫座ν，视星等3.34
- 天市左垣十，又名南海，巨蛇座ξ，视星等3.54
- 天市左垣十一，又名宋，蛇夫座η，视星等2.43

## 天市左垣增四十四星
清钦天监1752年编成《仪象考成》星表，天市左垣增加了44颗肉眼可见的星，其中魏增8星，赵增3星，九河增1星，中山增7星，齐增8星，吴越增7星，徐增4星，东海增4星，宋增2星。比较亮的有：
- 中山增一，武仙座ξ，视星等3.72
- 中山增二，武仙座ν，视星等4.43
- 齐增五，狐狸座α，视星等4.46
- 吴越增一，天鹰座ε，视星等4.04